# Tvärtjärnen (Norsjö socken, Västerbotten)
Tvärtjärnen är en sjö i Norsjö kommun i Västerbotten och ingår i Skellefteälvens huvudavrinningsområde. Sjön har en area på 0,0864 kvadratkilometer och ligger 302,5 meter över havet.

## Delavrinningsområde
Tvärtjärnen ingår i det delavrinningsområde (721027-167968) som SMHI kallar för Ovan None. Medelhöjden är 296 meter över havet och ytan är 28,78 kvadratkilometer. Det finns inga avrinningsområden uppströms utan avrinningsområdet är högsta punkten. Bjurbäcken som avvattnar avrinningsområdet har biflödesordning 3, vilket innebär att vattnet flödar genom totalt 3 vattendrag innan det når havet efter 102 kilometer. Avrinningsområdet består mestadels av skog (71 procent) och sankmarker (13 procent). Avrinningsområdet har 0,52 kvadratkilometer vattenytor vilket ger det en sjöprocent på 1,8 procent.